# Michelle Alves
Michelle Alves (ur. 19 września 1978 w Londrinie) – brazylijska modelka.
Jej zdjęcia pojawiły się w międzynarodowych wydaniach magazynów mody: „Sports Illustrated Swimsuit Issue”, „Marie Claire” i „Vogue”. Pracuje w Mediolanie, Paryżu, Nowym Jorku, Londynie. Wielokrotnie prezentowała kolekcje: Armaniego, Ralpha Laurena, Stelli McCartney, Emanuela Ungaro, Givenchy, Jeana-Paula Gaultiera, Valetnina, Versace, Alexandra McQueena, Christiana Diora, Christiana Lacroix, Donny Karan, Johna Galliano, Sonii Rykiel, Viktora & Rolfa, Dolce & Gabbany, Vivienne Westwood, Diane von Furstenberg. Brała udział w kampaniach reklamowych: L’Oréal, Christiana Diora, Yves'a Saint-Laurenta, Victoria’s Secret.